# Rocca di Sassocorvaro

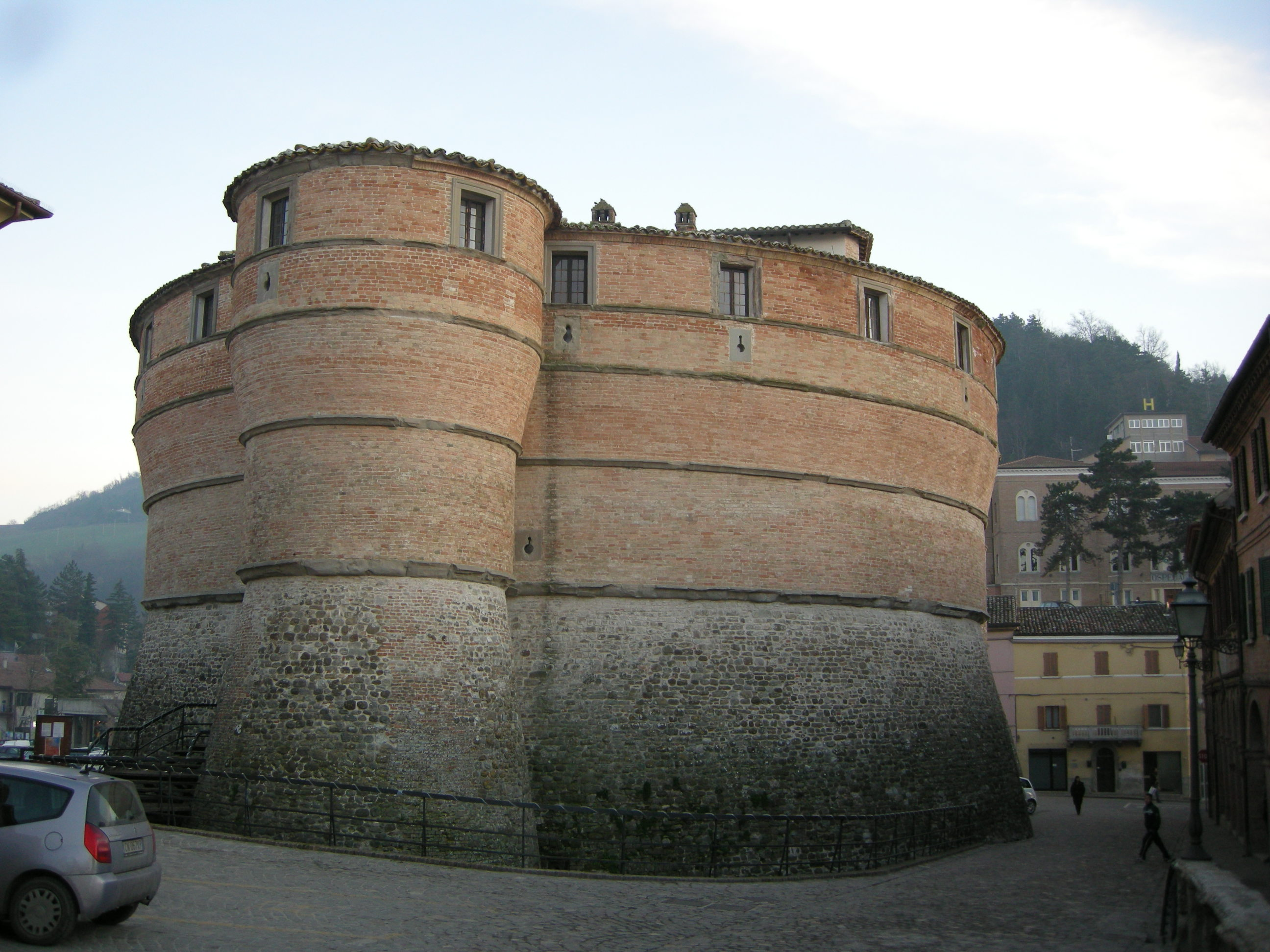

La Rocca de Sassocorvaro, également connue sous le nom de forteresse ubaldienne, est une fortification de la Renaissance, située dans la municipalité de Sassocorvaro, dans la province de Pesaro et Urbino, dans la région de Montefeltro en Italie. Elle est située dans le centre du village, sur une colline surplombant la vallée du fleuve Foglia.

## Histoire
Elle a été construite vers 1475 sur un projet de Francesco di Giorgio Martini, architecte et ingénieur militaire du duc Federico da Montefeltro au cours des premières années de son service. La forteresse appartenait cependant à Ottaviano Ubaldini, demi-frère du duc.
Pendant la Seconde Guerre mondiale, le château fut utilisé par Pasquale Rotondi pour cacher de nombreuses œuvres visées par les pillages des armées. Le château sert aujourd'hui de musée de la commune et comprend un retable du début du XVIe siècle représentant la Vierge à l'Enfant avec les saints Sébastien, Roch et Nicolas par Evangelista da Pian di Meleto ainsi que des peintures baroques. Il contient des dessins et des œuvres d' Enrico Mancini (1867-1913), qui a également décoré le Teatrino du XIXe siècle, construit dans ce qui était autrefois le hall principal du fort.

## Description
La fortification a été construite sur des structures préexistantes, y compris la tour qui a été préservée et insérée dans la façade de la cour d'honneur. Le plan, organisé autour d'une petite cour intérieure, se distingue par sa forme de tortue. Ce zoomorphisme évident est lié aux recherches de Francesco di Giorgio Martini sur l'anthropomorphisme en architecture. La forme obtenue est le résultat complexe de l'intersection de formes convexes et se distingue à la fois par des fortifications contemporaines caractérisées par des formes quadrangulaires et des tours circulaires, et des fortifications successives avec bastions saillants. En réalité, c’est un travail inclassable parce que singulier et expérimental propre à l’œuvre de Francesco di Giorgio Martini.